# ブルーニコ
ブルーニコ（イタリア語: Brunico ; ドイツ語: Bruneck ブルネック）は、イタリア共和国トレンティーノ＝アルト・アディジェ州ボルツァーノ自治県にある、人口約17,000人の基礎自治体（コムーネ）。

## 地理

### 位置・広がり

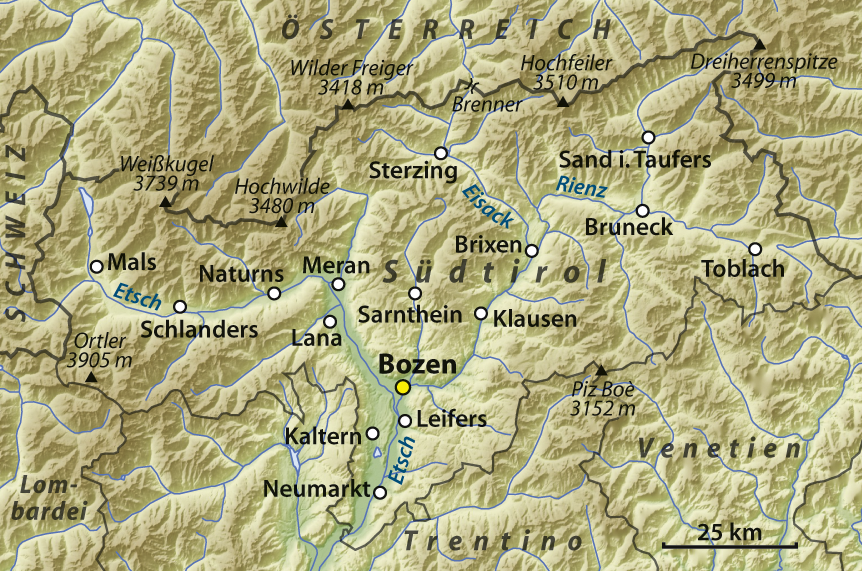
ボルツァーノ/南チロル自治県地図（地名はドイツ語表記）

ボルツァーノ自治県北東部に位置する。

#### 隣接コムーネ
隣接するコムーネは以下の通り。
- ファルツェス
- ガイス
- マレッベ
- ペルカ
- ラズン・アンテルセルヴァ
- サン・ロレンツォ・ディ・セバート
- ヴァルダーオラ

## 行政

### 分離集落
ブルーニコには以下の分離集落（フラツィオーネ）がある。
- Villa Santa Caterina (Aufhofen), Teodone (Dietenheim), Riscone (Reischach), Stegona (Stegen), Lunes (Luns), San Giorgio (St. Georgen)

## 住民

### 言語
| 言語集団調査（2011年） | 言語集団調査（2011年） | 言語集団調査（2011年） | 言語集団調査（2011年） | 言語集団調査（2011年） |
| ---------------------- | ---------------------- | ---------------------- | ---------------------- | ---------------------- |
|                        |                        |                        |                        |                        |
| ドイツ語               | ドイツ語               |                        | 82.47%                 | 82.47%                 |
| イタリア語             | イタリア語             |                        | 15.24%                 | 15.24%                 |
| ラディン語             | ラディン語             |                        | 2.29%                  | 2.29%                  |

2011年に行われた、住民がドイツ語・イタリア語・ラディン語のいずれの「言語集団」に属するかの調査によれば（ボルツァーノ自治県#言語集団調査参照）、住民の約82%がドイツ語話者で、イタリア語話者も約15%いる。

## 姉妹都市
- ブリニョール、フランス 1959年
- グロース＝ゲーラウ、ドイツ 1959年
- en:Tielt、ベルギー 1959年
- en:Gmina Szamotuły、ポーランド 1997年

## 人物

### 著名な出身者
- ナンニ・モレッティ - 映画監督・俳優・脚本家。